# Lamborghini Calà
Pour les articles homonymes, voir Calà.
La Lamborghini Calà est une voiture sportive prototype concept car du constructeur automobile italien Lamborghini et du designer italien Giorgetto Giugiaro (Italdesign) exposée au salon international de l'automobile de Genève de 1995.

## Galerie

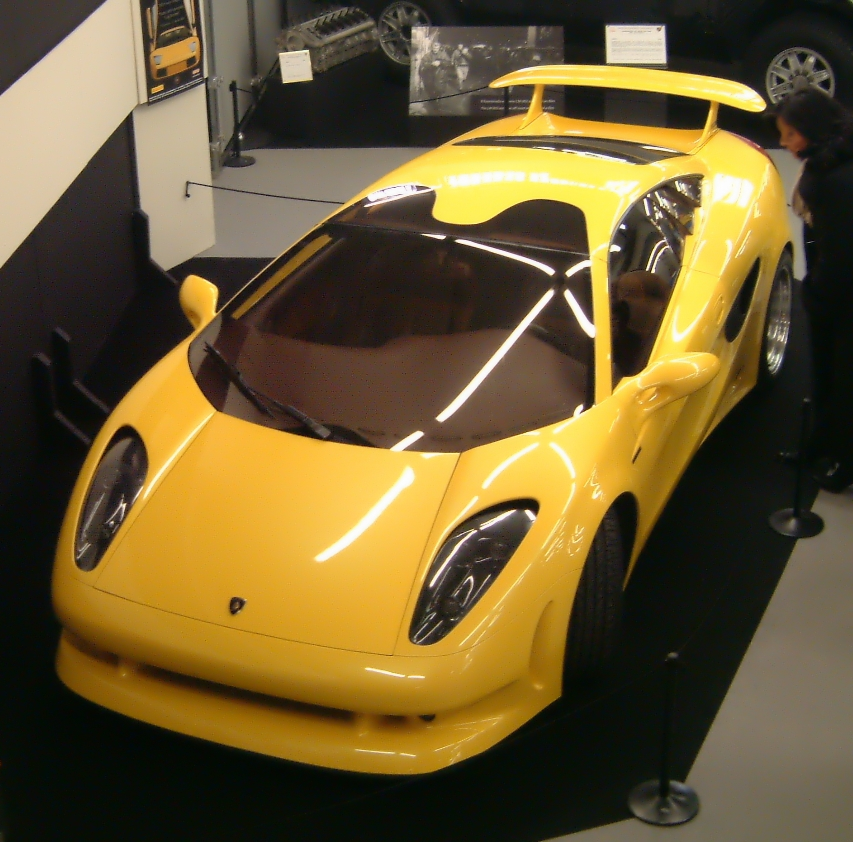
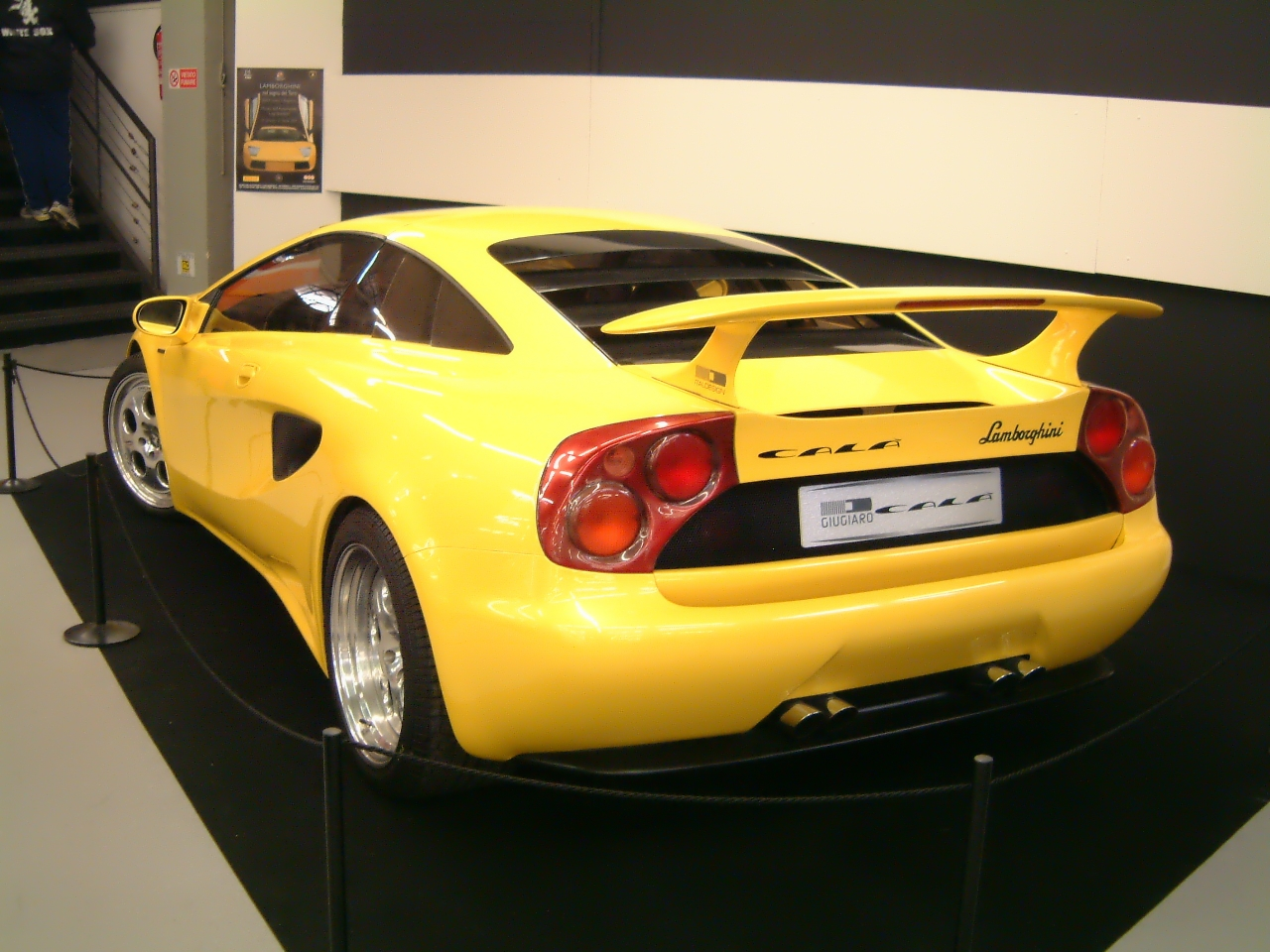